# 翰林院子
翰林院子位於四川省廣安市廣安區，文物遺址年代判定為清。2002年12月27日公佈為四川省第六批省級文物保護單位，併入鄧小平故居。2013年3月5日蠶房院子、翰林院子列為第七批全國重點文物保護單位，歸入第五批全國重點文物保護單位鄧小平故居。